# Vangelo della Verità

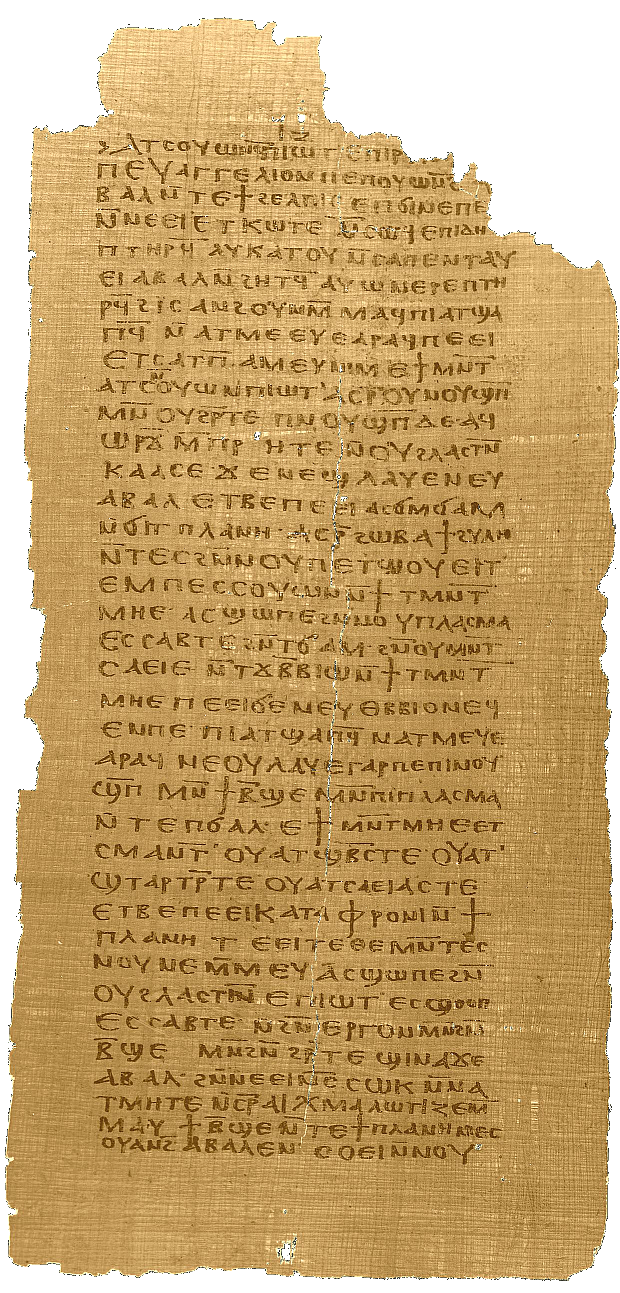
Papiro 17 del Codex I o Codice Jung, contenente una parte del Vangelo della Verità

Il Vangelo della Verità è un vangelo gnostico, scritto in lingua copta verso la metà del II secolo a partire da un proto-testo greco perduto. Contiene una dissertazione su alcuni punti fondamentali dello Gnosticismo.
Ritenuto perduto e noto solo attraverso citazioni dei Padri della Chiesa (Ireneo di Lione lo attribuisce a Valentino), nel 1945 è stato ritrovato tra i Codici di Nag Hammâdi.

## Origine
In base ai riferimenti ad altri scritti del Nuovo Testamento si può forse datare al II secolo, anche se per alcuni studiosi gli elementi stilistici e l'organizzazione del testo farebbero pensare ad una datazione più tarda. D'altra parte, la stessa testimonianza di Ireneo di Lione dichiara il vangelo come abbastanza recente («non olim conscriptum», Adv. haeres III 2,9), quindi non posteriore all'anno 180.
Esso appare come l'introduzione e il commento di un vero vangelo, che però è tuttora ignoto. Questa ipotesi sembra confermata dalle testimonianze di Ireneo e Tertulliano, i quali sembrano alludere nei loro scritti ad un vero e proprio vangelo.

## Contenuto
Il contenuto del Vangelo della Verità rappresenta rigorosamente la dottrina gnostica: la dottrina dell'emanazione, la caduta delle anime nelle tenebre della materia, il prevalere dell'Errore e la dimenticanza di Dio, la necessità della conoscenza (gnosi) per riconquistare la salvezza ed il ritorno a Dio.